# Cinéma béninois

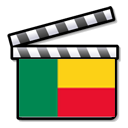
Drapeau béninois sur un clap de cinéma

Le cinéma béninois désigne les films et la production cinématographique du Bénin. Il connait des moments glorieux et se hisse au palmarès de la scène internationale vers les années 1970. 

## Historique du cinéma béninois
L'industrie cinématographique du Bénin a vu le jour vers les années 1920 avec l'exploitation de quelques salles à Ouidah, Cotonou, Porto-Novo et Anécho. Il connait des moments glorieux  vers les années 1970 à la suite de la nationalisation des salles en février 1974 par le régime révolutionnaire.
Des précurseurs ont joué des partitions remarquables dans l'histoire du cinéma béninois. Au nombre de ceux-ci, figurent Pascal Abikanlou qui a réalisé le long-métrage Sous le signe du vaudou en 1973 et Richard De Medeiros avec Le nouveau venu en 1976. Un autre réalisateur, c'est François Sourou Okioh dans le film Ironu en 1985. Tous ces cinéastes béninois et d'autres ont animé les différentes salles de cinéma du Bénin et de la sous-région à travers les diverses projections de leurs œuvres.
Marcelline Aboh, Laure Agbo, Tella Kpomahou, Jémima Catrayé, Carole Lokossou et Christiane Chabi-Kao entre autres sont des pionnières du cinéma féminin béninois.

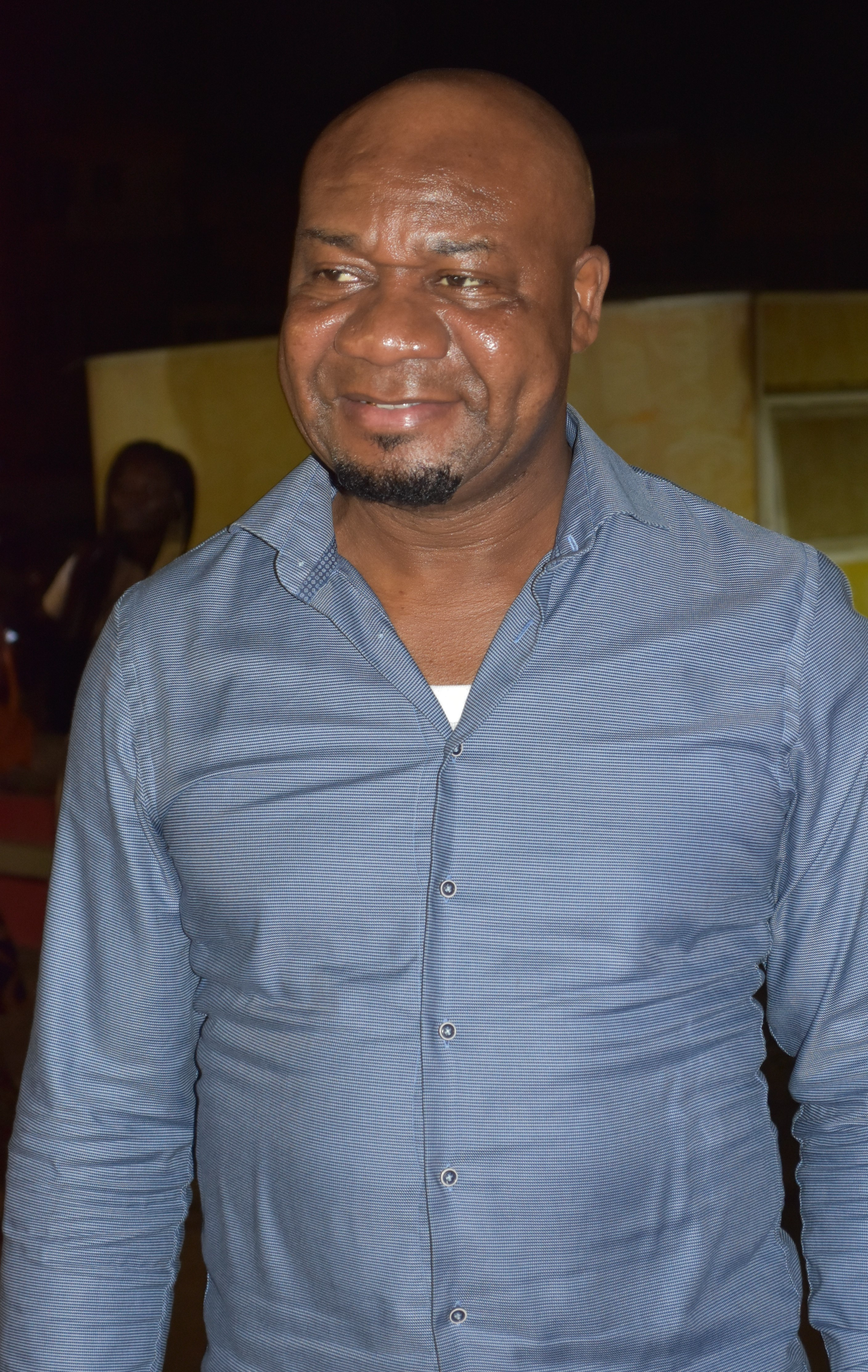
L'acteur éléphant mouillé au festival de films de femmes de Cotonou 2022.

## Histoire de l’industrie du cinéma au Bénin

### Les salles de cinéma au Bénin
- CanalOlympia ouverte par le groupe Vivendi (Bolloré) en 2018 à Cotonou quartier Wologuèdè[1],[2],[3]
- L’espace Tchif, un centre culturel polyvalent dont l’objectif est de faire la promotion du cinéma béninois et africain, inauguré en 2017.
- La salle Fitheb à Cotonou Ex Cine Vog
- Cinéma Concorde sise à Akpakpa à Cotonou Play Zone
- Le Centre :  situé à Atropocodji, il propose aux cinéphiles les projections Vendredis du cinéma.
- Val’s Plazza : le centre commercial Val’s Plazza fait des projections les mercredis, les samedis et les dimanches. La session pour enfants a lieu les mercredis et les dimanches[4].
- Cinéma le Bénin
- Cinéma Opéra
- IRE AKARI

### Cinéma numérique ambulant
Le Cinéma Numérique Ambulant (CNA) a été créé au Bénin 2001 par deux techniciens français du cinéma (Christian Lambert et Laurence Vendroux) pour pallier la vague de fermeture des salles de cinéma en Afrique subsaharienne. Christian Lambert travaille au Bénin en tant que directeur de production sur le film Barbecue Pejo (1999) du béninois Jean Odoutan, qui décide de retourner au Bénin pour montrer des films à des populations rurales qui n’y ont pas du tout accès du fait de l’inexistence de salle de cinéma. Cela donne lieu à la première tournée de préfiguration du CNA en 2001 où 40 séances de projetions ont été organisées rassemblant 15 000 spectateurs, soit une moyenne de 375 participants par séance.
Le Cinéma numérique ambulant est un réseau international d'associations installées en Afrique et en Europe qui se déplace sur quatre pays d'Afrique de l'Ouest (Bénin, Burkina Faso, Mali et Niger). Ils ont pour objectif principal d’apporter des séances de cinéma dans les villages reculés.
En 2013 dix villages au Bénin bénéficient d'une tournée Africalia : cinq villages dans le Nord, Kankoulga, Birni Maro, Honsocoto, Tassigourou, Kounadorgou, et cinq autres dans le Sud, Houédo, Houèto, Adjara-Adovié, Ahozon, Ekpè.

## Le cinéma béninois dans les festivals
Le Bénin connait périodiquement plusieurs festivals de films et de cinéma. Il s'agit notamment de Festival international de théâtre du Bénin, Festival international du film de Ouidah, Festival international de Porto-Novo, Festival international des films de femmes de Cotonou, Rencontres cinématographiques et numériques de Cotonou créés respectivement en 1991, 2003, 2017, 2019. 

## Quelques acteurs notables du Cinéma béninois
- Sylvestre Amoussou (1964-)
- Djimon Houssou (1964-)[8] ;
- Oncle Bazar (Jean Paul Amoussou, 1966-)
- Éléphant mouillé  (1969-, Pierre Zinko)
- Hubert Koundé (1970-)
- Tella Kpomahou (1978-)
- Bella Agossou (1981-)
- Kismath Baguiri (1994-)

- Arcade Assogba
- Pipi Wobaho

## Prix Notables
- Kismath Baguiri[9]
- Bella Agossou[10],[11]